# Cirrhigaleus asper
 Cirrhigaleus asper  — вид рода усатых колючих акул семейства катрановых акул отряда катранообразных. Обитает во всех океанах за исключением Северного Ледовитого и восточной части Тихого океана. Встречается на глубине до 650 м. Максимальный зарегистрированный размер 84 см. Размножается яйцеживорождением. Максимальная зарегистрированная длина 120 см. Не представляет интереса для коммерческого рыболовства.

## Таксономия
Впервые научно вид описан в 1973 году. Голотип представляет собой взрослого самца длиной 90,1 см, пойманного в 1969 году в Индийском океане у островов Альдабра (09°27' ю.ш. и 46°23' в.д.) на глубине 219 м. Видовой эпитет происходит от слова лат. asper  — «грубый»,  «неровный», «косматый», «жестокий», «острый», «зазубренный»
.

## Ареал
Cirrhigaleus asper встречаются у побережья Бразилии, Коморских островов, Мексики (Кампече, Таммаулипас и Веракрус), Мозамбика, Реюньона, ЮАР, США (Флорида, Джорджия, Гавайи, Северная и Южная Каролина, Техас). Эти акулы попадаются в тёплых умеренных и тропических водах на внешней части континентального шельфа и в верхней и средней части островных склонов на глубине от 73 до 650 м. В ЮАР они заплывают в бухты и устья рек.

## Описание
Максимальный зарегистрированный размер составляет 120 см. Рыло закруглённое, широкое и вытянутое. Тело коренастое. Ноздри обрамлены широкими лоскутами кожи. Позади глаз имеются брызгальца. Рот длинный, вытянут в виде арки. У основания спинных плавников имеются длинные шипы. Первый спинной плавник крупнее второго. Основание первого спинного плавника расположено между основаниями грудных и брюшных плавников. Основание второго спинного плавника расположено позади основания брюшных плавников. Грудные плавники крупные, широкие, треугольной формы с закруглёнными концами. Брюшные плавники маленькие. Анальный плавник отсутствует. Хвостовой плавник асимметричный, выемка у края более длинной верхней лопасти и прекаудальная ямка отсутствуют. Хвостовой стебель длинный. Тело покрыто крупными плакоидными чешуйками с заострённым задним краем. Окраска тёмно-серого цвета, брюхо светлее. Молодые акулы окрашены в коричневый цвет. Плавники имеют белую окантовку.

## Биология
Эти малоизученные акулы размножаются яйцеживорождением. В помёте от 18 до 22 новорожденных длиной 25—28 см. Самцы и самки достигают половой зрелости при длине 85—90 см и 89—118 см соответственно. Вероятно, как у прочих глубоководных катранообразных, беременность у этого вида имеет продолжительный срок. Рацион состоит из костистых рыб и головоногих..

## Взаимодействие с человеком
Вид не представляет интереса для коммерческого промысла. Иногда в качестве прилова попадает в рыболовные сети. Данных для оценки Международным союзом охраны природы статуса сохранности вида недостаточно.